# Mint a mókus fenn a fán
A Vidám úttörő, ismertebb nevén Mint a mókus fenn a fán... kezdetű mozgalmi dal. A dal az 1950-es években keletkezett, és annak idején az az Úttörőinduló mellett az egyik legnépszerűbb gyermekinduló volt.